# Tayikistán en los Juegos Olímpicos de Salt Lake City 2002
Tayikistán estuvo representado en los Juegos Olímpicos de Salt Lake City 2002 por un deportista masculino que compitió en esquí alpino.
El equipo olímpico tayiko no obtuvo ninguna medalla en estos Juegos.